# Сокол Володимир Харитонович
Володимир Харитонович Сокол (4 вересня 1935, місто Кам'янське Дніпропетровської області) — український радянський діяч, оператор стану гарячого прокату Дніпровського металургійного комбінату Дніпропетровської області. Депутат Верховної Ради СРСР 9—11-го скликань.

## Біографія
У 1953—1956 роках — в Радянській армії: курсант авіаційної школи і авіаційного училища.
У 1956—1960 роках — дублер вальцювальника і оператора, машиніст-оператор поста управління трубозаготівельного стану новопрокатного цеху Дніпровського металургійного комбінату імені Дзержинського міста Дніпродзержинська Дніпропетровської області.
Освіта середня спеціальна. Закінчив Дніпродзержинський металургійний технікум.
Член КПРС з 1959 року.
З 1960 року — старший оператор-вальцювальник стану гарячого прокату Дніпровського металургійного комбінату імені Дзержинського міста Дніпродзержинська Дніпропетровської області.
Потім — на пенсії у місті Дніпродзержинську (тепер — Кам'янському) Дніпропетровської області.

## Нагороди
- орден Леніна
- ордени
- медалі
- Почесна грамота Міністерства чорної металургії Української РСР
- Почесний металург Української РСР